# Västlig lövgroda

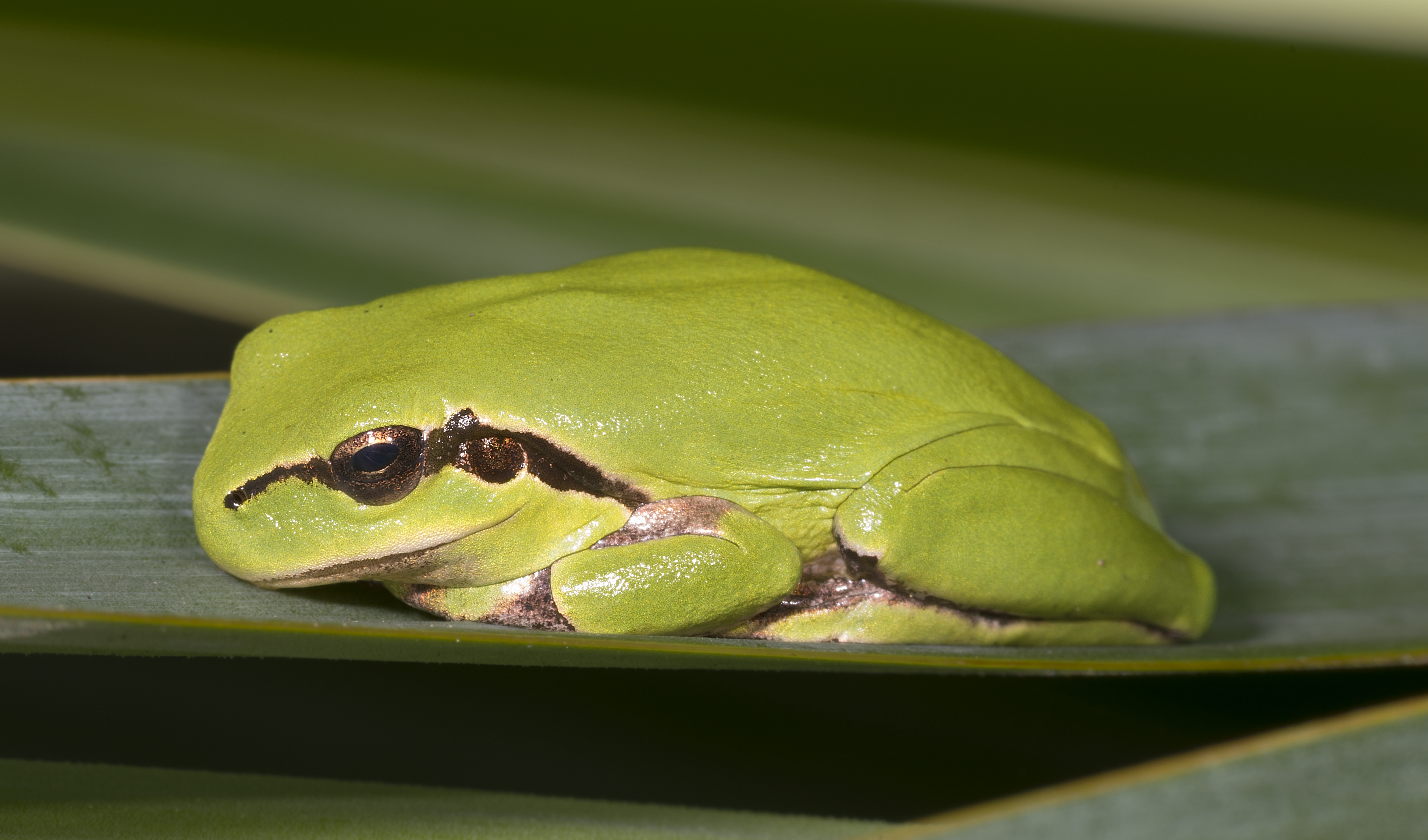
Viloläge.

Västlig lövgroda (Hyla meridionalis) är en av två företrädare för familjen lövgrodor (Hylidae) i Europa. 

## Utseende
Den är gräsgrön på ovansidan och vit på undersidan. Den är mycket lik den vanliga lövgrodan, men den mörka sidostrimman finns bara längs huvudet, inte på kroppssidan. Den är dessutom större, kroppslängden kan uppgå till 5 cm hos hanen, 6,5 cm hos honan. Alla tårna har häftskivor. Huvudet är brett, med tydlig trumhinna. Ögonen vetter rakt åt sidorna, och har avlång, horisontell pupill. 

## Utbredning
Grodan finns längs västra Medelhavet; södra Frankrike, Monaco, nordvästra Italienkusten, Iberiska halvön, Kanarieöarna, Madeira, Menorca (införd) och Nordafrika.

## Fortplantning
Den västliga lövgrodan leker i mars till maj, något tidigare i norra delen av utbredningsområdet.
Hanen kan kväka både från land och vatten. Äggen läggs i både stillastående och inte för snabbt strömmande vatten som dammar, översvämmande ängar, källor, bevattningsdiken, simbassänger och temporära vattensamlingar. I områden där även den vanliga lövgrodan finns kan de båda arterna para sig med varandra och få ungar. Dessa är emellertid sterila.
Honan lägger mellan 800 och 1 000 ägg i klumpar om 10 till 30. Äggen kläcks efter 8 till 10 dagar och ynglen är färdigutvecklade efter 3 till 4 månader.

## Vanor
Den västliga lövgrodan återfinns från havsytan upp till 2 600 m (främst i Marocko) i träd, buskage, odlade områden som fruktodlingar och vingårdar och gräsängar. Grodan håller sig nära färskvatten.
Den lever av leddjur som spindlar, skinnbaggar, skalbaggar, fjärilar, flugor och myror, som den fångar ur bakhåll under dagen och genom aktivt födosök under natten.